# Apple III
L' Apple III (o també Apple ///) és un ordinador personal orientat a l'empresa produït per Apple Computer i llançat el 1980. Funcionant amb el sistema operatiu Apple SOS, pretenia ser el successor de l'sèrie Apple II, però es va considerar en gran part un fracàs comercial. Va ser dissenyat per proporcionar les funcions clau que desitjaven els usuaris empresarials en un ordinador personal: un autèntic teclat amb majúscules i minúscules a l'estil de la màquina d'escriure (l'Apple II només admetia majúscules) i una pantalla de 80 columnes.

## Història
Els treballs de disseny de l'Apple III van començar a finals del 1978 sota la direcció del Dr. Wendell Sander. Tenia el nom de codi intern de "Sara", que porta el nom de la filla de Sander. El sistema es va anunciar el 19 de maig de 1980 i es va llançar a finals de novembre d'aquest mateix any. greus problemes d'estabilitat van requerir una revisió del disseny i la recuperació de les primeres 14.000 màquines fabricades. L'Apple III es va reintroduir formalment el 9 de novembre de 1981.
L'ordinador ja s'havia fet una mala reputació i no va funcionar bé comercialment. El desenvolupament es va aturar i l'Apple III es va deixar de fabricar el 24 d'abril de 1984. El seu darrer successor, l'Apple III Plus, va ser retirat de la línia de productes Apple el setembre de 1985.
Es calcula que es van vendre entre 65.000 i 75.000 ordinadors Apple III. L'Apple III Plus va arribar a aproximadament a la xifra de 120.000. El cofundador d'Apple, Steve Wozniak, va afirmar que la principal raó del fracàs de l'Apple III era que el sistema va ser dissenyat pel departament de màrqueting d'Apple, a diferència dels projectes anteriors impulsats pel departament d'enginyeria d'Apple. El fracàs de l'Apple III va portar a Apple a tornar a avaluar el seu pla per eliminar l'Apple III, cosa que va provocar l'eventual continuació del desenvolupament de la màquina anterior. Com a resultat, els models Apple II posteriors van incorporar algunes tecnologies del maquinari i programari de l'Apple III, com la impressora tèrmica Apple Scribe, el Profile Disk i l'Apple Monitor.

## Visió general

### Disseny
Steve Wozniak i Steve Jobs esperaven que fossin els aficionats els que compressin l'Apple II, però a causa de VisiCalc i el Disk II, el 90% dels equips el van comprar les petites empreses  L'Apple III va ser dissenyat per ser un ordinador empresarial i el seu successor. Tot i que l'Apple II va contribuir a la inspiració de diversos productes comercials importants, com VisiCalc, Multiplan i Apple Writer, l'arquitectura de maquinarii l'entorn del desenvolupador de l'ordinador eren limitats. La gestió d'Apple tenia la intenció d'establir clarament la segmentació del mercat dissenyant l'Apple III amb el 90% per atraure el mercat empresarial, deixant l'Apple II als usuaris domèstics i educatius. La direcció va creure que "un cop sortís l'Apple III, l'Apple II es deixaria de vendre en sis mesos", va dir Wozniak.
L'Apple III porta una CPU de 8-bits i 1.8- megahertz Synertek 6502A o B, igual que algunes de les màquines posteriors a la família Apple II, l'ús de tècniques de commutació de banc a la memòria adressant més enllà del tradicional 64 límit de kB del 6502, fins a 256 kB en el cas del III. Alguns venedors van produir kits d'actualització de memòria que permeten arribar a l'Apple III fins a 512 kB de memòria d'accés aleatori (RAM). Altres funcions integrades d'Apple III inclouen una pantalla de 80 línies de 24 columnes amb majúscules i minúscules, un teclat numèric, tecles de control de cursor de doble velocitat (sensibles a la pressió), àudio de 6 bits (DAC) i -unitat de disquet de 5,25 polzades de 140 quilobytes. Els modes gràfics inclouen 560x192 en blanc i negre i 280x192 amb 16 colors o tons de gris. A diferència de l'Apple II, el controlador de disc III forma part de la placa lògica.
L'Apple III és el primer producte d'Apple que permet a l'usuari escollir tant el tipus de lletra de pantalla com el disseny de teclat: ja sigui QWERTY o Dvorak. Aquestes opcions no es poden canviar mentre s'executaven els programes, a diferència de l'Apple IIc, que té un commutador directament sobre el teclat, que permet a l'usuari canviar de teclat sobre la marxa.

### SOS (File Manager)

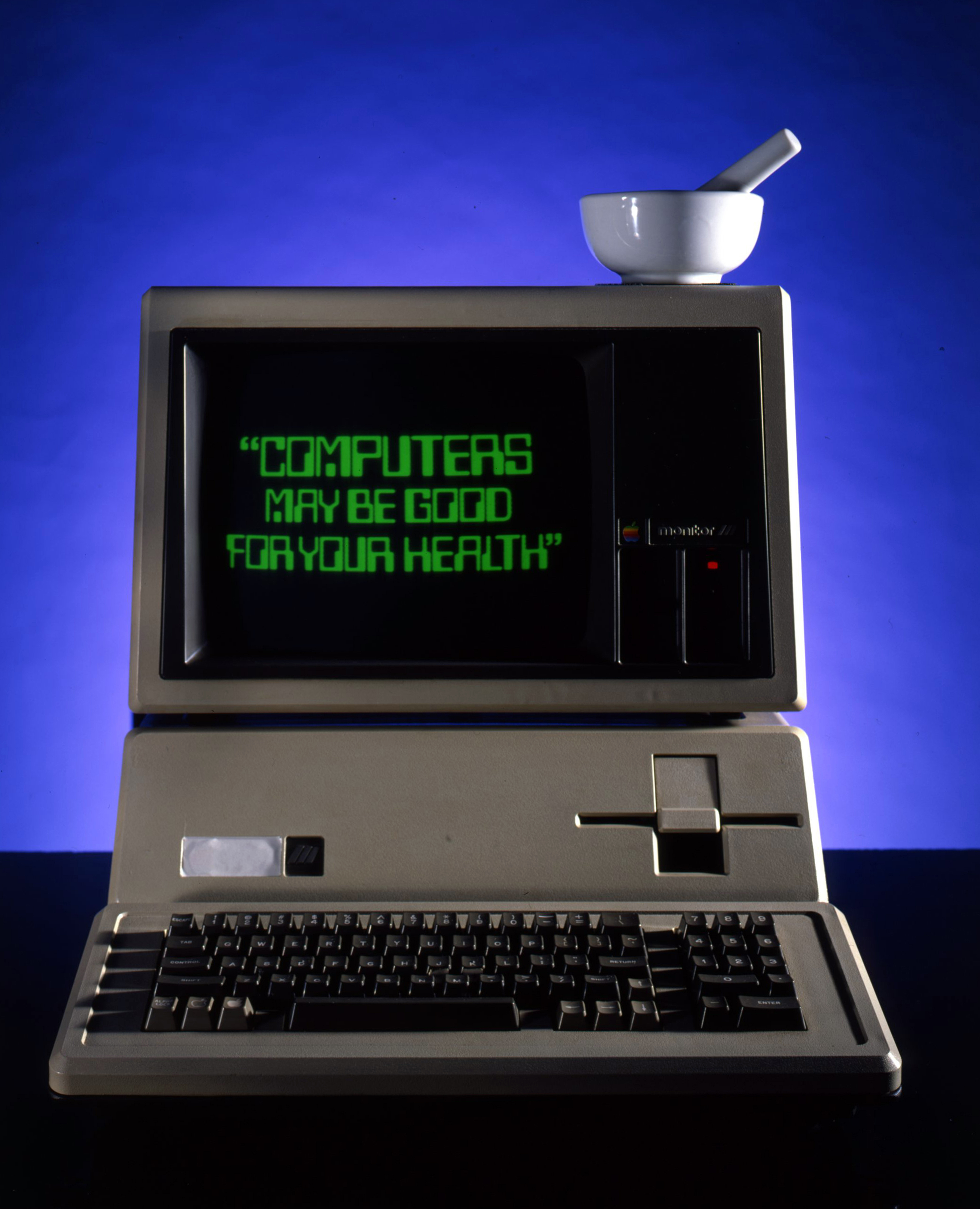
Un anunci d'accés a la informació sanitària a través de l'Apple III

L'Apple III va introduir un sistema operatiu avançat anomenat Apple SOS (pronunciat com "Apple sauce"), amb un sistema jeràrquic de directoris, per primera vegada en un ordinador personal (conjuntament amb el primer File Manager de la història). La seva capacitat d'adreçar recursos per nom permet que l'Apple III sigui més escalable que l'adreça d'Apple II per ubicació física, com ara PR#6, CATALOG, D1. Apple SOS permet utilitzar tota la capacitat d'un dispositiu d'emmagatzematge com a volum únic, com ara la unitat de disc dur Apple ProFile, i és compatible amb un sistema de fitxers jeràrquic. Algunes de les funcions i la base de codi de l'Apple SOS es van adoptar posteriorment als sistemes operatius ProDOS i GS/OS d' Apple II, així com al programari del sistema Lisa 7/7 i Macintosh.

### Programari
Amb un preu inicial d'entre 4.340 i 7.800 dòlars, l'Apple III era més car que molts dels ordinadors comercials basats en CP / M que estaven disponibles en aquell moment. Hi ha poques aplicacions de programari diferents de VisiCalc per a l'ordinador;  Segons una presentació a Kansas Fest 2012, mai es van publicar menys de 50 paquets de programari específics de l'Apple III, la majoria dels quals es van enviar quan es va llançar el III Plus. Com que Apple no veia l'Apple III com a apte per als aficionats, no proporcionava gran part de la informació tècnica del programari que acompanya l'Apple II. Destinat originalment a substituir directament la sèrie Apple II, va ser dissenyat per ser compatible amb el programari Apple II. Tanmateix, atès que Apple no volia fomentar el desenvolupament continuat de la plataforma II, la compatibilitat amb Apple II només existeix en un mode especial Apple II que es limita en les seves capacitats a l'emulació d'una configuració bàsica d' Apple II Plus kB de memòria RAM. Es van afegir intencionadament xips especials per evitar l'accés des del mode Apple II a les funcions avançades del III, com ara la seva major quantitat de memòria.

### Perifèrics
L'Apple III té quatre ranures d'expansió, un nombre que inCider el 1986 va anomenar "avar". Les targetes Apple II són compatibles, però amb el risc de violar les regulacions RFI governamentals i requereixen controladors de dispositiu específics d'Apple III; BYTE va afirmar que "Apple no proporciona pràcticament informació sobre com programar-les". Igual que amb el programari, Apple va proporcionar poca informació tècnica del maquinari de l'ordinador però es van disposar de productes específics de l'Apple III, com ara un que feia que l'ordinador fos compatible amb l' Apple IIe. Es van desenvolupar diversos perifèrics nous produïts per Apple per a l'Apple III. L'Apple III original té un rellotge en temps real integrat, reconegut per l'Apple SOS. Més tard, per raó de problemes "hardware", el rellotge es va eliminar del model "revisat" i es va fer disponible com a complement.
Juntament amb la unitat de disquet integrada, l'Apple III també pot gestionar fins a tres unitats de disquet externes de disc III. El Disc III només és oficialment compatible amb l'Apple III. L'Apple III Plus requereix un adaptador d'Apple per utilitzar el disc III amb el seu port de disc DB-25.
Amb la introducció de l'Apple III revisat un any després del llançament, Apple va començar a oferir el sistema de disc dur extern ProFile. Amb un preu de 3.499 dòlars per 5 MB d'emmagatzematge, també requeria una ranura perifèrica per a la seva targeta controladora.

### Compatibilitat amb versions anteriors
L'Apple III té la capacitat de maquinari integrada per executar el programari Apple II. Per fer-ho, cal un disc d'arrencada d'emulació que converteixi funcionalment la màquina en un Apple II Plus de 48 kilobytes estàndard fins que s'apagui. El teclat, la unitat de disquet interna (i un disc extern III), la pantalla (el color es proporciona a través del port "vídeo en blanc i negre") i l'altaveu actuen com a perifèrics Apple II. Els ports de pàdel i sèrie també poden funcionar en mode Apple II, però amb algunes limitacions i problemes de compatibilitat.
Els enginyers d'Apple van afegir un circuit especialitzat amb l'únic propòsit de bloquejar l'accés a les seves funcions avançades quan s'executaven en mode d'emulació Apple II. Això es va fer principalment per desencoratjar el desenvolupament i l'interès per la línia d'Apple II, i per impulsar l'Apple III com a successor. Per exemple, no es pot accedir a més de 48 kB de RAM, fins i tot si la màquina té 128 kB de RAM o superior. Molts programes d'Apple II requereixen un mínim de 64 kB de RAM, cosa que fa impossible la seva execució a l'Apple III. De la mateixa manera, l'accés al suport en minúscules, text de 80 columnes o els seus gràfics i so més avançats estan bloquejats per aquest circuit de maquinari, cosa que fa impossible que fins i tot programadors qualificats puguin evitar el bloqueig d'Apple. Una empresa de tercers, Titan Technologies, va vendre un tauler d'expansió anomenat III Plus II que permet al mode Apple II accedir a més memòria, un port de joc estàndard i, amb una targeta complementària llançada posteriorment, fins i tot emular l'Apple IIe.
Algunes targetes de ranura Apple II es poden instal·lar a l'Apple III i utilitzar-les en mode natiu III amb controladors de dispositiu SOS escrits personalitzats, inclosos el Grappler Plus i el controlador Liron 3.5.

### Revisions

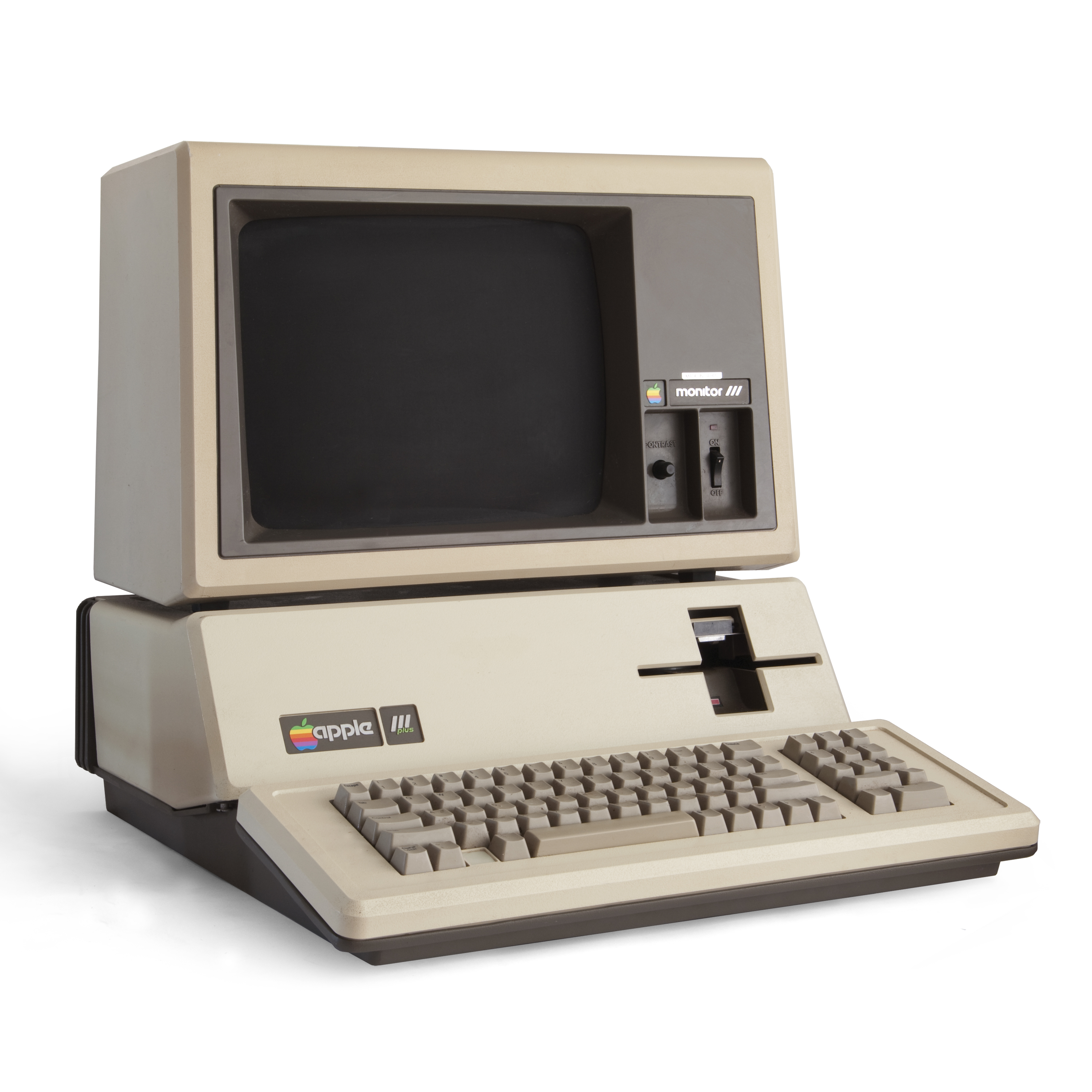
Apple III Plus

Un cop descoberts els defectes del disseny de la placa lògica, es va produir un nou disseny de la placa lògica, que inclou un consum d'energia més baix, traces més àmplies i preses de xips millor dissenyades. El model revisat de 3.495 dòlars també incloia 256 kB de RAM com a configuració estàndard. Les 14.000 unitats de l'Apple III original venudes van ser retornades i substituïdes pel nou model revisat.

#### Apple III Plus
Apple va suspendre, l'Apple III a l'octubre de 1983 perquè infringia la normativa FCC, i la FCC va exigir a la companyia que canviés el nom de l'ordinador redissenyat. Va presentar l' Apple III Plus el desembre de 1983 a un preu de 2.995 dòlars EUA. Aquesta versió més recent inclou un rellotge integrat, entrellaçament de vídeo, connectors de port posterior normalitzats, font d'alimentació de 55 watts, 256 kB de RAM de sèrie i un teclat redissenyat, semblant a Apple IIe.
Els propietaris de l'Apple III podrien comprar actualitzacions individuals III Plus, com la funció de rellotge i entrellaçament, i obtenir la nova placa lògica com a substitut del servei. També es va fer disponible un kit d'actualització de teclat, anomenat "kit d'actualització Apple III Plus", que incloïa el teclat, la tapa, la ROM del codificador de teclat i les substitucions del logotip. Aquesta actualització havia de ser instal·lada per un tècnic de servei autoritzat.

## Defectes del disseny
Segons Wozniak, l'Apple III "tenia 100% de fallades de maquinari". L'ex executiu d'Apple, Taylor Pohlman, va afirmar que:
Steve Jobs va insistir en la idea de no tenir ventiladors ni ventiladors per tal de fer funcionar l'ordinador tranquil·lament. Posteriorment, Jobs impulsaria aquesta mateixa ideologia a gairebé tots els models d'Apple que controlava, des de l'Apple Lisa i el Macintosh 128K fins a l'iMac. Per permetre que l'ordinador dissipés la calor, la base de l'Apple III estava feta d'alumini fos pesant, que suposadament actua com un dissipador de calor. Un dels avantatges de la caixa d'alumini era la reducció de la RFI (Radio Frequency Interference), un problema que havia sofert la sèrie Apple II al llarg de la seva història. A diferència de la sèrie Apple II, la font d'alimentació es va muntar -sense una carcassa pròpia- en un compartiment separat de la placa lògica. La decisió d'utilitzar una carcassa d'alumini va acabar provocant problemes d'enginyeria que van provocar problemes de fiabilitat de l'Apple III. El temps de lliurament per a la fabricació de les closques era elevat, i això s'havia de fer abans de finalitzar la placa base. Més tard, es va adonar que no hi havia prou espai a la placa base per a tots els components tret que s'utilitzessin traces estretes.

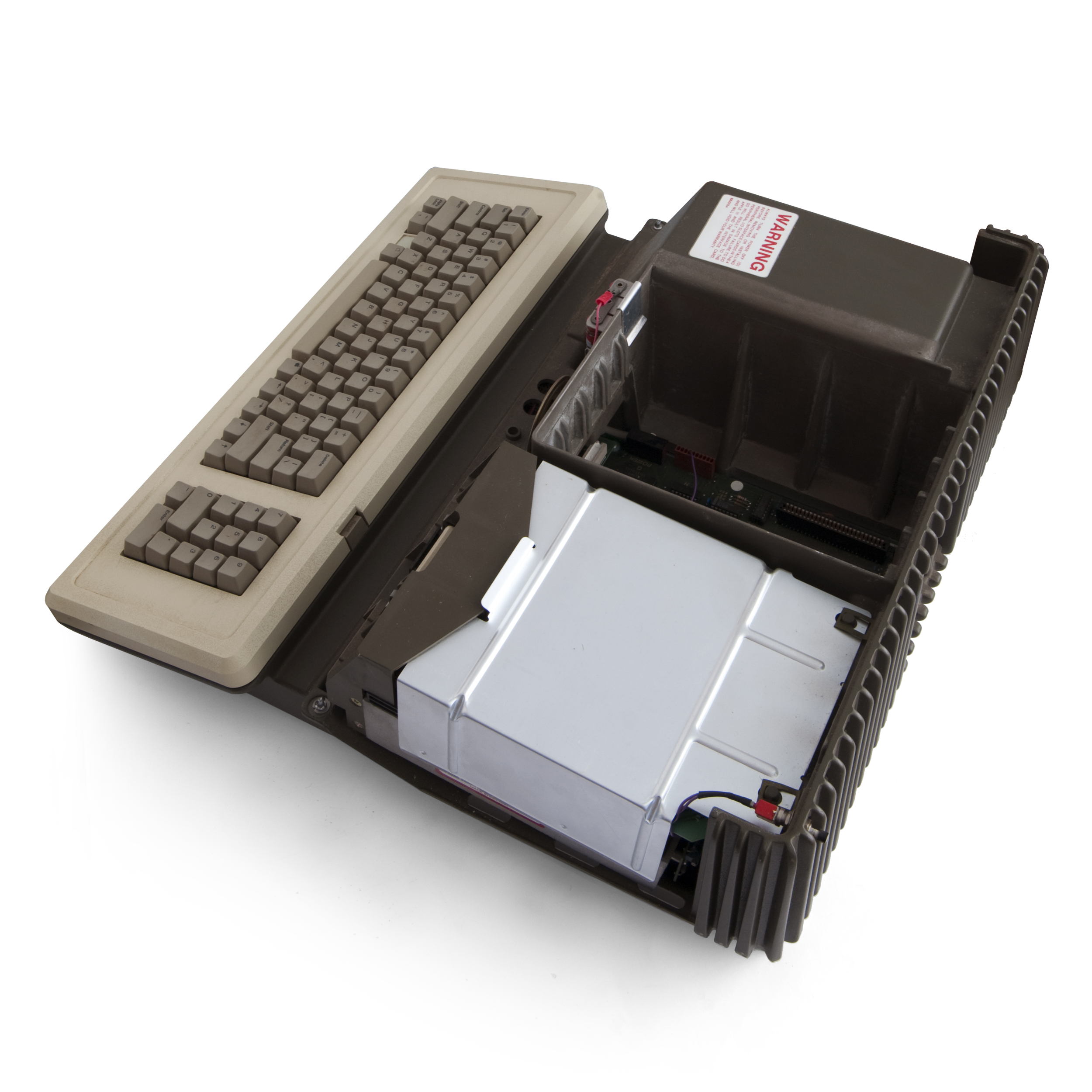
Apple III Plus que mostra l'escut RFI sobre la unitat de disquet i la caixa d'alumini fos

Es creia que molts Apple III havien fracassat a causa de la seva incapacitat per dissipar adequadament la calor. inCider va declarar el 1986 que "El calor sempre ha estat un formidable enemic de l'Apple ///", i alguns usuaris van informar que els seus Apple III es van fer tan calents que els xips van començar a desallotjar-se del tauler, cosa que va fer que la pantalla es mostressi confusa. dades o el seu disc per sortir de la ranura "fosa". BYTE va escriure: "els circuits integrats tendien a sortir dels seus sockets ". S'ha rumorjat que Apple va aconsellar als clients que inclinessin la part davantera de l'Apple III a sis polzades per sobre de l'escriptori i, a continuació, que ho deixessin per tornar a col·locar els xips com a solució temporal. Altres anàlisis culpen un procés d'inserció automàtica de xips defectuós, no la calor.
El dissenyador de casos, Jerry Manock, va negar els càrrecs per defecte del disseny, i va insistir que les proves van demostrar que la unitat va dissipar adequadament la calor interna. La principal causa, va afirmar, va ser un problema important en el disseny de la placa lògica. La placa lògica utilitzava tecnologia "fineline" que no estava completament madura en aquell moment, amb traces estretes i molt espaiades. Quan els xips estaven "embotits" al tauler i soldats amb onades, es formarien ponts de soldadura entre traces que no s'haurien de connectar. Això va provocar nombrosos curtcircuits, que van requerir hores de costós diagnòstic i reparació manual. Apple va dissenyar una nova placa de circuit amb més capes i traces d'amplada normal. Un nou dissenyador va disposar la nova placa lògica en un enorme quadre de dibuix, en lloc d'utilitzar el costós sistema CAD - CAM utilitzat per a la placa anterior, i el nou disseny va funcionar.
Les unitats anteriors d'Apple III venien amb un rellotge en temps real incorporat. El maquinari, però, fallaria després d'un ús prolongat. Suposant que National Semiconductor provaria totes les parts abans d'enviar-les, Apple no va realitzar aquest nivell de proves. Apple estava soldant xips directament als taulers i no podia substituir fàcilment un xip dolent si se’n trobava un. Finalment, Apple va solucionar aquest problema eliminant el rellotge en temps real de les especificacions d'Apple III en lloc d'enviar l'Apple III amb el rellotge preinstal·lat i després va vendre el perifèric com a complement de tècnic de nivell 1.

## BÀSIC
Microsoft i Apple van desenvolupar cadascuna les seves pròpies versions de BASIC per a l'Apple III. Apple III Microsoft BASIC va ser dissenyat per funcionar a la plataforma CP / M disponible per a l'Apple III. Apple Business BASIC s'envia amb l'Apple III. Donn Denman va portar Applesoft BASIC a SOS i el va tornar a treballar per aprofitar la memòria estesa de l'Apple III.
Ambdós idiomes van introduir una sèrie de funcions noves o millorades sobre Applesoft BASIC. Tots dos idiomes van substituir les variables de coma flotant de precisió única d'Applesoft mitjançant l'emmagatzematge de 5 bytes amb les variables de 4 bytes de precisió una mica reduïda, alhora que van afegir un format numèric més gran. Apple III Microsoft BASIC proporciona variables de punt flotant de doble precisió, que ocupen 8 bytes d'emmagatzematge, mentre que Apple Business BASIC ofereix un tipus enter extra llarg, que també ocupa 8 bytes per emmagatzemar. Els dos idiomes també conserven nombres enters de 2 bytes i cadenes de 255 caràcters com a màxim.
Altres funcions comunes a tots dos idiomes inclouen:
- Incorporació d'ordres de fitxer de disc a l'idioma.
- Operadors de MOD i de divisió de nombres enters.
- Una clàusula ELSE opcional a IF... DESPRÉS afirmacions.
- Funció HEX $ () per a la sortida de format hexadecimal.
- Funció INSTR per trobar una subcadena dins d'una cadena.
- Instrucció PRINT USING per controlar el format de sortida. Apple Business BASIC tenia una opció, a més d'especificar directament el format amb una expressió de cadena, de donar el número de línia on una sentència IMAGE donava l'expressió de format, similar a una sentència FORMAT a FORTRAN.

Algunes funcions funcionen de manera diferent en cada idioma:
|                                                 | Apple III Microsoft BASIC | Apple Business BASIC |
| ----------------------------------------------- | --- | --- |
| operador de divisió sencera                     | \ (barra invertida) | DIV |
| llegint el teclat sense esperar                 | La funció INKEY $ retorna una cadena d'un caràcter que representa l'última tecla premuda o la cadena nul·la si no es prem una tecla nova des de l'última lectura | La "variable reservada" de només lectura de KBD retorna el codi ASCII de l'última tecla premuda; el manual no documenta el que es retorna si no es prem una tecla nova des de la darrera lectura |
| reassignant una porció d'una variable de cadena | Instrucció d'assignació MID $ () | Declaració d'assignació de SUB $ () |
| determinació de la posició de sortida de text   | Funció POS () per llegir la posició horitzontal de la pantalla i funció LPOS () per llegir la posició horitzontal a la impressora                                | HPOS i VPOS "variables reservades" assignables per llegir o configurar la posició horitzontal o vertical per a la sortida de la pantalla de text                                                 |
| acceptant valors de format hexadecimal          | Expressions amb format "& H" | Funció TEN () per donar un valor numèric a partir de la cadena que representa hexadecimal |
| resultat d'ASC ("") (operant de cadena nul)     | provoca un error | retorna el valor -1 |

### Funcions addicionals de Microsoft BASIC
- Funció INPUT $ () per substituir l'ordre GET d'Applesoft.
- Instrucció LINE INPUT per introduir una línia sencera de text, independentment de la puntuació, en una única variable de cadena.
- Instruccions LPRINT i LPRINT USING per dirigir automàticament la sortida al paper.
- Instruccions LSET i RSET per justificar a l'esquerra o a la dreta una expressió de cadena dins de la longitud del caràcter d'una variable de cadena determinada.
- Funció OCT $ () per a la sortida i expressions amb format de "&" o "& O" per manipular la notació octal.
- Funció SPACE $ () per generar espais en blanc fora d'una sentència PRINT i funció STRING $ () per fer el mateix amb qualsevol caràcter.
- MENTRE... Instruccions WEND, per a estructures de bucle basades en condicions booleanes generals sense una variable d'índex.
- Operacions booleanes de bits (16 bits) (AND, OR, NOT), amb operadors addicionals XOR, EQV, IMP.
- Especificació de número de línia a l'ordre RESTORE.
- RESUME opcions de NEXT (per saltar a la sentència després de la que ha provocat l'error) o d'un número de línia especificat (que substitueix la idea de sortir del tractament d'errors per la línia GOTO, evitant així el problema d'error de pila d'Applesoft II).
- Paràmetres múltiples en funcions definides per l'usuari (DEF FN).
- Un retorn a l'antic concepte d'Applesoft One de tenir diverses funcions USR () a diferents adreces, establint deu funcions USR diferents, numerades USR0 a USR9, amb sentències DEF USRx separades per definir l'adreça de cadascuna. L'argument que es passa a una funció USRx pot ser de qualsevol tipus específic, inclosa la cadena. El valor retornat també pot ser de qualsevol tipus, per defecte el mateix tipus que l'argument passat.

No hi ha suport per a gràfics proporcionats dins de l'idioma, ni per llegir controls o botons analògics; ni hi ha cap mitjà per definir la finestra activa de la pantalla de text.

### Funcions addicionals Business BASIC
Apple Business BASIC elimina totes les referències a adreces de memòria absolutes. Per tant, l'ordre POKE i la funció PEEK () no es van incloure a l'idioma i les noves funcions van substituir la sentència CALL i la funció USR (). La funcionalitat de certes funcions d'Applesoft que s'havien aconseguit amb diverses ubicacions PEEK i POKE ara és proporcionada per:
- Funció BUTTON () per llegir els botons del controlador del joc
- Instrucció WINDOW per definir la finestra activa de la pantalla de text per les seves coordenades
- Variables del sistema KBD, HPOS i VPOS

Les subrutines i funcions binàries externes es carreguen a la memòria mitjançant una sola ordre de disc INVOKE que carrega mòduls de codi muntats per separat. A continuació, s'utilitza una sentència PERFORM per cridar un nom al procediment INVOKEd, amb una llista d'arguments. Les funcions INVOKEd serien referenciades en expressions per EXFN. (de coma flotant) o EXFN%. (enter), amb el nom de la funció afegit, més la llista d'arguments per a la funció.
Els gràfics s'admeten amb un mòdul INVOKEd, amb funcions que inclouen la visualització de text dins de gràfics en diverses fonts, dins de quatre modes gràfics diferents disponibles a l'Apple III.

## Recepció
Tot i dedicar la major part de la seva I+ a l'Apple III i ignorant així l'Apple II que durant un temps els concessionaris van tenir dificultats per obtenir aquest últim, els problemes tècnics de,l'Apple II van dificultar la comercialització de l'ordinador. Ed Smith, que després que APF Imagination Machine es convertís en representant i distribuïdor, va descriure l'ordinador com "un desastre complet". Va recordar que "era el responsable d'anar a tots els concessionaris, establir l'Apple III al seu showroom i després explicar-los les funcions de l'Apple III, que en molts casos realment no funcionaven". Pohlman va dir que Apple només venia 500 unitats al mes a finals de 1981, principalment com a substitucions. La companyia va aconseguir augmentar les vendes mensuals fins a 5.000, però el llançament amb èxit de l'IBM PC va animar les empreses de programari a desenvolupar-les, provocant que Apple canviés el focus a Lisa i Macintosh. El PC gairebé va posar fi a les vendes del III, l'ordinador Apple més comparable; a principis de 1984, les vendes només eren a propietaris ja existents, la mateixa Apple (els seus 4500 empleats tenien aproximadament 3000-4500 unitats) i algunes petites empreses. Apple va suspendre la sèrie Apple III el 24 d'abril de 1984, quatre mesos després d'introduir el III Plus, després de vendre 65.000-75.000 ordinadors i substituir 14.000 unitats defectuoses.
Jobs va dir que la companyia va perdre "quantitats incalculables" de diners en l'Apple III. Wozniak va estimar que Apple havia gastat 100 milions de dòlars en el III, en lloc de millorar el II i competir millor contra IBM.  Pohlman va afirmar que hi havia un "estigma" a Apple associat amb el fet d'haver contribuït a ll'Apple III. Segons els informes, la majoria dels empleats que treballaven en l'Apple III van abandonar Apple.

## Llegat
El sistema de fitxers i algunes idees de disseny d' Apple SOS, el sistema operatiu de l'Apple III, formaven part d'Apple ProDOS i Apple GS / OS, els principals sistemes operatius de l'sèrie Apple II després de la desaparició de l'Apple III, així com d'Apple Lisa, que va ser la successora de facto orientada al negoci de l'Apple III. El sistema de fitxers jeràrquic va influir en l'evolució del Macintosh: mentre que el sistema de fitxers Macintosh (MFS) original era un sistema de fitxers pla dissenyat per a un disquet sense subdirectoris, els sistemes de fitxers posteriors eren jerarquitzats. En comparació, el primer sistema de fitxers de l'IBM PC (de nou dissenyat per a disquets) també era pla i les versions posteriors (dissenyades per a discos durs) eren jerarquitzades.

### A la cultura popular
Al començament de la pel·lícula TRON de Walt Disney Pictures, es veu el personatge principal Kevin Flynn (interpretat per Jeff Bridges) piratejant el mainframe ENCOM mitjançant un Apple III.